# IPod Nano
iPod Nano (được đưa ra thị trường với tên cách điệu iPod nano) là một thiết bị nghe nhạc cầm tay do Apple Inc. thiết kế và bán ra. Sản phẩm thế hệ đầu tiên của iPod Nano đã được giới thiệu vào ngày 7 tháng 9 năm 2005 để thay thế cho iPod Mini, sử dụng bộ nhớ flash. IPod Nano đã trải qua một số mô hình khác nhau, kể từ khi được giới thiệu. Apple ngưng sản xuất iPod Nano vào ngày 27 tháng 7 năm 2017.